# Autumn (Album)
Autumn ist das zweite Studioalbum des US-amerikanischen Pianisten George Winston. Es wurde 1980 beim New-Age-Label Windham Hill veröffentlicht. Die ursprüngliche A-Seite der Langspielplatte war mit September betitelt, die B-Seite mit October. Das Musikalbum ist Auftakt einer Trilogie mit herbstlichen und winterlichen Motiven, die Winston zwischen 1980 und 1982 bei Windham Hill veröffentlichte. Diese Trilogie bildete einen Grundstein für das aufkommende Musikgenre New Age.
Im Jahre 2001 wurde das Album als 20th Anniversary Edition bei Winstons eigenem Plattenlabel Dancing Cat mit dem Bonustitel Too Much Between Us neu aufgelegt.

## Rezeption
In seiner Rezension für die Musikdatenbank Allmusic vergab Rezensent William Ruhlmann die Höchstpunktzahl und meint, Winstons Impressionen des Herbstes (so die deutsche Bedeutung des Albumtitels) seien voll von langsamen Akkorden und plötzlichen Melodieläufen.

## Titelliste
Alle Titel wurden von George Winston komponiert.
| # | Titel        | Dauer |
| - | ------------ | ----- |
| 1 | Colors/Dance | 10:25 |
| 2 | Woods        | 6:47  |
| 3 | Longing/Love | 9:10  |
| 4 | Road         | 4:14  |
| 5 | Moon         | 7:44  |
| 6 | Sea          | 2:42  |
| 7 | Stars        | 5:36  |

## Kommerzieller Erfolg

### Chartplatzierungen
Das Album erreichte erst nach der Wiederveröffentlichung im Format CD 1984 im Jahre 1986 die Billboard 200, belegte Platz 139 und hielt sich 25 Wochen.
| ChartsChartplatzierungen       | Höchstplatzierung | Wochen |
| ------------------------------ | ----------------- | ------ |
| Vereinigte Staaten (Billboard) | 139 (44 Wo.)      | 44     |

### Auszeichnungen für Musikverkäufe
Für das Album wurde im Dezember 1987 eine Platin-Schallplatte beim amerikanischen Phonoverband Recording Industry Association of America zertifiziert.
| Land/Region               | Auszeichnungen für Musikverkäufe (Land/Region, Auszeichnung, Verkäufe) | Verkäufe  |
| ------------------------- | ---------------------------------------------------------------------- | --------- |
| Vereinigte Staaten (RIAA) | Platin                                                                 | 1.000.000 |
| Insgesamt                 | 1× Platin ·                                                            | 1.000.000 |

## Trivia
Die US-amerikanische Rockband Brazil nutzte den Anfang von Sea als Vorlage für den Anfang des Songs
It Keeps the Machine Running auf dem Album Dasein (2002).